# Шоргин, Сергей Яковлевич
Серге́й Я́ковлевич Шорги́н (род. 1952) — математик, доктор наук, учёный в области информатики, поэт, переводчик поэзии.

## Биография
Окончил факультет вычислительной математики и кибернетики МГУ им. М. В. Ломоносова в 1974.
В 1979 году защитил диссертацию на степень кандидата физико-математических наук («Неравномерные оценки скорости сходимости в многомерной центральной предельной теореме»).
В 1980—1987 годах преподавал в Институте повышения квалификации руководителей и специалистов МРП СССР.
- Доктор физико-математических наук (1997), тема диссертации «Определение страховых тарифов: Стохастические модели и методы оценки»[2].
- Звание профессора с 2003.

С 1992 года работает в Институте проблем информатики РАН (ИПИ РАН) (ныне — Федеральный исследовательский центр «Информатика и управление» РАН (ФИЦ ИУ РАН)), с 1999 по 2018 — заместитель директора ИПИ РАН (ФИЦ ИУ РАН). Заместитель главного редактора журналов «Информатика и её применения» и «Системы и средства информатики». В 2000—2006 годах преподавал в РЭА им. Г. В. Плеханова.
С 1969 года живёт в Москве. Женат, имеет двух сыновей, двух внуков и внучку.

## Область научных интересов
Теория вероятностей, моделирование сложных систем, актуарная (страховая) и финансовая математика. Среди основных результатов — асимптотическое разложение и оценки сходимости обобщённого биномиального распределения, неклассические оценки скорости сходимости в многомерной центральной предельной теореме, предельные теоремы для составного пуассоновского распределения (теория вероятностей), факторизационная модель страхового иска (актуарная математика).

## Основные научные публикации
- Бенинг В. Е., Королёв В. Ю., Шоргин С. Я. Введение в математическую теорию актуарных расчётов. Учебное пособие. М., МГУ, 2002.
- Бенинг В. Е., Королёв В. Ю., Шоргин С. Я. Математические основы теории риска. М., ФИЗМАТЛИТ, 2007 (допущено учебно-методическим советом по прикладной математике и информатике УМО по классическому университетскому образованию в качестве учебного пособия для студентов высших учебных заведений, обучающихся по специальности 010200 «Прикладная математика и информатика» и по направлению 510200 «Прикладная математика и информатика»).
- Бенинг В. Е., Королёв В. Ю., Соколов И. А., Шоргин С. Я. Рандомизированные модели и методы теории надёжности информационных и технических систем. М., ТОРУС ПРЕСС, 2007.

Опубликовано более 100 научных работ, включая статьи в ведущих научных журналах — таких, как «Теория вероятностей и её применения», «Вестник Московского университета», «Экономика и математические методы», «Обозрение промышленной и прикладной математики», «Наукоёмкие технологии», «Journal of Mathematical Sciences». Соавтор трёх монографий, две из которых являются учебными пособиями. Входит в состав Оргкомитетов Международного семинара по проблемам устойчивости стохастических моделей и Всероссийского симпозиума по промышленной и прикладной математике.

## Поэтические переводы и стихи
С 1999 занимается переводом иноязычной поэзии и сочинением собственных стихов. Среди переведённых им стихов — произведения классиков и современных авторов английской, шотландской, американской (США), австралийской, канадской, польской, украинской, белорусской, словацкой, немецкой литературы. Участник форума-семинара «Век перевода» (www.vekperevoda.com) под руководством Е. В. Витковского (входит в состав Парламента форума).
Лауреат Конкурса на соискание международной поэтической премии имени Петра Вегина (2008).

## Игровая деятельность
Участвовал в играх спортивного варианта «Что? Где? Когда?» (активно играл с 1998 по 2003 гг., в основном в команде «Неспроста»): двукратный чемпион высшей лиги чемпионата Москвы по ЧГК (1999—2000 и 2000—2001), многократный чемпион Суперлиги МАК («телефонный чемпионат»)(1999—2007). Эпизодически играл (до 2006 г.) в команде Е. Канищевой (Симферополь, Украина); в составе этой команды — чемпион Украины сезона 2003—2004 гг. С 1998 года участник игр Интернет-клуба «Что? Где? Когда?», неоднократный призёр чемпионатов Интернет-Клуба в составе команды «Древляне». Несколько раз играл в телевизионной «Своей игре», был членом «Золотой дюжины».